# Flaga Karelii
Flaga Karelii (NHR:1219) – flaga używana obecnie, została oficjalnie przyjęta przez parlament republiki 16 lutego 1993 roku. Jej wygląd reguluje art. 12 Konstytucji Karelii.
Składają się na nią trzy równoległe, poziome i jednakowej wielkości pasy w kolorach (kolejno od góry) czerwonym, błękitnym i zielonym. Proporcje flagi to 2:3.
Czerwień symbolizuje przelaną krew (w innej wersji – miłość, braterstwo, współpracę między mieszkańcami Karelii), błękit oznacza wszechobecne w republice jeziora, a zieleń – lasy, zajmujące ponad połowę powierzchni Karelii.
Kolorystyka zawarta w tej fladze była przyjęta jeszcze w okresie radzieckim, na fladze z lat 1952–1956, jednak w owym okresie była z nią związana inna symbolika.

## Historyczne flagi Karelii

### Flaga Karelii z 1918

Flaga Karelii z 1918

Pierwsza opracowana flaga Karelii była symbolem północnej części tego kraju. Powstała ona w 1918 r. na północy Karelii, w Uhtua (dzisiejsza Kalewała). Flaga ta była koloru niebieskiego, a w kantonie znajdowało się siedem białych gwiazd, układających się w kształt gwiazdozbioru Wielkiego Wozu - fragmentu Wielkiej Niedźwiedzicy.

### Flaga Karelii 1920–1922

Flaga Karelii do 1922

Pierwsza flaga Karelii nawiązuje swym wyglądem do flagi fińskiej. Nie miała ona charakteru urzędowego w całej Karelii, a jedynie w istniejącej przez krótki czas niepodległej republiki ze stolicą w Uchcie (dzisiejsza Kalewała). Flaga przyjęta została 19 marca 1920 r. i miała formę krzyża skandynawskiego. Zastosowany w niej kolor zielony nawiązywał do karelskich lasów, zaś barwa czarna i czerwona były tradycyjnymi kolorami Karelii. Flaga w tej formie używana była do roku 1922, a także - ponownie - w latach 1941-1944, tj. w czasie, gdy Karelia zajęta była przez wojska fińskie.

### Flagi Karelskiej ASRR

#### Do roku 1937
Flaga Karelii w tym okresie miała kolor czerwony, a w jej lewej górnej części znajdowało się na niej sześć linijek tekstu koloru złotego. Napisy umieszczone na fladze zawierały: skrót nazwy Rosyjskiej Federacyjnej Socjalistycznej Republiki Radzieckiej – republiki w obrębie której znajdowała się Karelia w języku rosyjskim – РСфСР, jednym z karelskich dialektów - RSFRS i języku fińskim VSFST. Poniżej umieszczono częściowo skróconą nazwę Karelskiej ASRR, także w trzech językach: rosyjskim: Карельская АССР, poniżej w karelskim: Karelskoi ASSR, a pod tym w fińskim: Karjalan ASST. Oficjalnie flaga w tej postaci obowiązywała od 17 czerwca 1937 r., jednak używano jej i wcześniej.

#### Lata 1937–1940
Jeszcze roku 1937, 29 grudnia zmieniono nieco wygląd karelskiej flagi poprzez usunięcie z niej napisów w języku fińskim, co było elementem szerszej akcji prześladowań Finów. Tak więc flaga Karelskiej ASRR zawierała napisy: РСфСР, pod tym poniżej: RSFRS, następnie
Карельская АССР, a pod tym : Karelskoi ASSR

### Flagi Karelo-Fińskiej SRR

#### Lata 1940–1952

Flaga Karelio-Fińskiej SRR (1940–1952)

Po ustanowieniu 31 marca 1940 r. Karelo-Fińskiej Socjalistycznej Republiki Radzieckiej flaga jej była podobna do poprzedniej, zmieniono tylko napis z nazwą kraju oraz dodano wizerunek złotego sierpa i młota. Flaga w tym okresie była koloru czerwonego, w lewym górnym rogu znajdował się mały sierp i młot barwy złotej, a pod nim, także złotymi literami nazwa republiki w języku rosyjskim: Карело-Финская ССР i poniżej po karelsku: Karjalais-Suomalainen SNT.

#### Lata 1953–1956

Flaga Karelio-Fińskiej SRR (1952–1956)

1 września 1953 r. zmieniono wygląd karelskiej flagi. Odtąd była ona czerwono-niebiesko-zielona. Czerwona barwa zajmowała 19/30 górnej części flagi, i w tej części, po lewej stronie znajdował się zaczerpnięty z flagi ZSRR złoty sierp skrzyżowany z tej samej barwy młotem a nad nimi czerwona gwiazda. Dolne połowa podzielona była na dwa poziome pasy, z których niebieski zajmował 1/6, a zielony - 1/5 flagi.
Kolorystyka tej flagi stała się podstawą ustanowienia obecnych barw karelskiej flagi

### Flaga Karelskiej ASRR

#### Lata 1956–1978

Flaga Karelskiej ASRR (1956–1978)

W 1956 r. po ponownym włączeniu Karelii jako Karelskiej Socjalistycznej Autonomicznej Republiki Radzieckiej w skład Rosyjskiej Federacyjnej Socjalistycznej Republiki Radzieckiej jej flagą została flaga Rosyjskiej FSRR, zaś odrębność Karelii wyrażała się w umieszczeniu na tej fladze napisów ze skróconą nazwą republiki w języku rosyjskim: KACCP i karelskim: KASNT.

#### Lata 1978–1991

Flaga Karelskiej ASRR (1978–1991)

30 maja 1978 r. zmieniono nieco wygląd flagi Karelskiej ASRR. Odtąd zamiast skrótów znajdowały się na niej pełna nazwą republiki (Karelska) i skrót jej formy ustrojowej (ASRR) Zapis ten jak i poprzednio był dwujęzyczny: w języku rosyjskim: Карелская AССР i poniżej po karelsku: Karjalan ASNT. Flaga ta obowiązywała do 1991 r., potem zaprzestano jej używania. Do 16 lutego 1993 r. Karelia nie posiadała oficjalnej flagi.